# 七龍珠Z 極限之戰!!三大超級賽亞人
《七龙珠Z 極限之戰!!三大超級賽亞人》（日語：ドラゴンボールZ 極限バトル!!三大超サイヤ人，英语: Dragon Ball Z: Extreme Battle! The Three Great Super Saiyans），是七龍珠在1992年7月11日上映的第10部劇場版動畫。故事时间在賽魯事件之前没多久的平行世界。

## 配音員
| 孫悟空     | 野澤雅子   | 李猶龍 |
| 孫悟飯     | 野澤雅子   |        |
| 短笛       | 古川登志夫 |        |
| 贝吉塔     | 堀川亮     | 孫德成 |
| 特南克斯   | 草尾毅     | 張文俊 |
| 克林       | 田中真弓   |        |
| 人造人13号 | 曽我部和恭 | 孫德成 |
| 人造人14号 | 江川央生   |        |
| 人造人15号 | 小林俊夫   |        |
| 烏龍       | 龍田直樹   |        |
| 龜仙人     | 宫内幸平   |        |
| 琪琪       | 渡边菜生子 |        |
| 蓋洛博士   | 矢田耕司   |        |
| 主婦       | 佐藤麻子   |        |
| 女店員     | 西本悦子   |        |
| 女性客     | 瀬戶真由美 |        |
| 旁白       | 八奈見乘兒 |        |

## 制作人员
- 製作總指揮：今田智憲、安齊富夫
- 原作：鳥山明
- 企画：森下孝三、清水賢治、金田耕司、週刊少年Jump
- 製作担当：小塚憲夫
- 劇本：小山高生
- 音樂：菊池俊輔
- 撮影監督：武井利晴
- 録音：二宮健治
- 編集：福光伸一
- 美術監修：池田祐二
- 美術監督：長崎斉
- 作画監督：前田実
- 監督：菊池一仁
- 原画：中鶴勝祥、稲上晃、長谷川真也 他

## 主題曲
片頭曲「CHA-LA HEAD-CHA-LA」
作詞：森雪之丞、作曲：清岡千穂、編曲：山本健司、歌：影山浩宣
片尾曲
作詞：佐藤大、作曲：清岡千穂、編曲：山本健司、歌：影山浩宣、YUKA

## 相關商品
VHS・LD
1993年2月12日發售。
DVD
- DRAGON BALL 劇場版 DVDBOX DRAGON BOX THE MOVIES

2006年4月14日發售。
- DRAGON BALL THE MOVIES #07 ドラゴンボールZ 極限バトル!!三大超サイヤ人

2008年11月14日發售。
全彩漫畫
中文代理標題譯為極限戰鬥!!三大超級賽亞人。
| 卷數 | 集英社        | 集英社             | 東立出版社    | 東立出版社         |
| 卷數 | 發售日期      | ISBN               | 發售日期      | ISBN               |
| ---- | ------------- | ------------------ | ------------- | ------------------ |
| 全   | 1993年3月19日 | ISBN 4-83-421184-3 | 1993年3月30日 | ISBN 957-34-0456-7 |

## 外部連結
- 互联网电影数据库（IMDb）上《七龍珠Z 極限之戰!!三大超級賽亞人》的资料（英文）